# Księstwo Kornwalii
Księstwo Kornwalii (ang. Duchy of Cornwall, kornijski Duketh Kernow) – jedno z dwóch istniejących współcześnie księstw w Anglii, obok Księstwa Lancaster. Mała część posiadłości Księstwa Kornwalii znajduje się na terenie Walii. Tytuł księcia Kornwalii (ang. Duke of Cornwall, kornijski Duk a Gernow) przysługuje najstarszemu synowi panującego aktualnie monarchy brytyjskiego, który przyjmuje go w momencie narodzin. Jeśli monarcha nie ma syna, tytuł w tym okresie należy do Korony.
Księstwo powstało w 1337 roku jako pierwsze w królestwie Anglii, zostało założone w celu zapewnienia dochodów najstarszemu synowi króla, a także jako "rząd dla Kornwalii". Dziś księstwo posiada status "własności prywatnej" (ang. private estate) i wraz z księstwem Lancaster, które jest w posiadaniu panującego króla, jest zarządzane odrębnie od Crown Estate.
Z księstwem powiązane są dobra ziemskie o wielkości 571 km², leżące również poza terenem hrabstwa Kornwalii; część z posiadłości leży w hrabstwie Devon, a także w Somersecie, Herefordshire i Walii. Wartość księstwa w roku 2007 szacowana była na 647 milionów funtów. Roczny dochód księstwa wynosi 16,3 miliona funtów.

## Status księstwa
Księstwo zostało założone w r. 1377 przez Edwarda III. Dla wielu Kornwalijczyków występują niejasności co do statusu księstwa i jego praw do wybrzeża Kornwalii. Oficjalnie Kornwalia ma status księstwa, w odróżnieniu od zwykłego hrabstwa. Formalnie książę pełni rolę głowy państwa, ma prawo zwoływać Cornish Stannary Parliament (Kornwalijski Parlament Cynowy), ma również prawo obejmować tereny opuszczone przez zmarłą bezpotomnie arystokrację na mocy prawa zwyczajowego bona vacantia.

## Historia
Kornwalia od zawsze zachowywała odrębność od reszty królestwa Anglii. Zamieszkana była przez ludność pochodzenia celtyckiego, zachowującą własny język kornijski, którzy uważani byli za spokrewnionych z Walijczykami i Bretończykami. Z tego powodu nazywana była "Zachodnią Walią". Anglosasi podejmowali próby podporządkowania Kornwalii, które zakończyły się powodzeniem przed końcem X wieku, jednak w 936 roku król wyznaczył granicę między Anglią a Kornwalią na rzece Tamar, w ten sposób odrębność kraju została uznana. Kornwalia została uznana za odrębny earldom z własną dynastią, wywodząca się najpewniej od dawnych wodzów kornijskich.
Pod podboju Anglii przez Wilhelma Zdobywcę, autonomia Kornwalii została utrzymana, jednak lokalnych earlów zastąpili przybyli z nowym władcą dostojnicy pochodzenia bretońskiego, co było istotne dla uszanowania celtyckiej tożsamości kraju. Earl posiadał szeroki zakres władzy, z możliwością mianowania szeryfa, prawem łaski, kontrolą nad kopalniami cyny, zaś królewscy urzędnicy nie mieli wstępu na teren hrabstwa. Do końca XII wieku earlami zostawali dostojnicy pochodzenia bretońskiego, potem ustalił się zwyczaj nadawania hrabstwa synom królewskim.
Po śmierci Edmunda w 1300 roku, syna Ryszarda z Kornwalii, hrabstwo wróciło do Korony. Rozpoczął się niespokojny okres, w którym Kornwalia władana była przez faworyta króla Edwarda II Piersa Gavestona, a po jego egzekucji przez żonę króla Izabelę. W 1324 król odebrał żonie Kornwalię, którą z kolei ona odzyskała po obaleniu króla i wstąpieniu na tron syna Edwarda III. Ten z kolej ponownie odebrał matce dobra kornwalijskie w 1330 i nadał je swemu bratu Janowi, który był ostatnim earlem Kornwalii.
W 1337 Edward III gotował się do wojny z Francją w celu odzyskania kontroli nad księstwem Akwitanii. W tym celu chciał zapewnić stabilność władzy w Anglii, wyniósł wielu dostojników na wyższą pozycję, chcąc zapewnić stabilność władzy podniósł hrabstwo Kornwalii do statusu księstwa (ang. dukedom) i nadał je swojemu synowi, wówczas siedmioletniemu, Edwardowi, który był już wcześniej mianowany earlem Chester. Było to pierwsze księstwo powstałe w wyspiarskich dominiach Plantagenetów.